# Vitrenik (gradina)
Vitrenik, gradina, kod Ciste Velike, općina Cista Provo. U kompletu s pećinom Ikovačom čine zaštićeno kulturno dobro.

## Opis
Vrijeme nastanka je 2000. pr. Kr. do 750. pr. Kr. Gradina Vitrenik nalazi se južno od centra Ciste Velike, na istoimenoj uzvisini na 650 metara nadmorske visine. Zauzima površinu od oko 30 metara zaravnjenog platoa istoimenog brda, s jako dobro očuvanim kamenim prstenom bedema građenim u tehnici suhozida. Površinski nalazi, uglavnom keramika, upućuju na zaključak da je bila naseljena već kroz brončano doba. Na sjeveroistočnoj padini Vitrenika nalazi se pećina Ikovača s nalazima koji potvrđuju njeno naseljavanje od neolitika, a u uskoj je vezi s kasnijim životom na samoj gradini.

## Zaštita
Pod oznakom Z-4476 zavedena je kao nepokretno kulturno dobro – pojedinačno, pravna statusa zaštićena kulturnog dobra, klasificirano kao "arheološka baština".